# 太陽單色光觀測鏡
太陽單色光觀測鏡是喬治·爾於1924年設計用於觀看所選擇波長太陽的一種太陽望遠鏡。這個英文字，spectrohelioscope，是由三個拉丁字組成的：Spectro，是光學光譜；Helio，是陽光；而Scope就是望遠鏡。

典型的太陽單色光觀測鏡示意圖，兩個迅速振盪的狹縫能夠看見部分太陽的單色光。有許多可能的變化：凹面鏡可以調整準直、玻璃的稜鏡可以色散、還有掃描固定的狹縫和旋轉的方形稜鏡可以得到結果。由於它們很大（長度通常超過3米）纖細，太陽單色光觀測鏡通常都固定不動，使用可以移動的定日鏡來跟蹤太陽。

基本上，太陽單色光觀測鏡是使用分光鏡掃描太陽的表面的一個很複雜的機器。來自物鏡的太陽影像距焦在狹窄的狹縫，因而只顯露出細小的太陽表面。然後，這束陽光經過三稜鏡或繞射光柵分解成光譜。這道光譜再聚焦在另一個狹縫，重點是只有所需察看的波長（很窄的波長）可以通過。最後這些來自太陽表面的光線被聚焦在目鏡上觀察。然而，觀察到的只有太陽堡面商一條狹長的區域，所以這兩條狹縫需要同步移動，掃描過整個太陽表面才能得到完整的太陽影像。獨立擺動的反射鏡也可以取代移動的狹縫掃描整個太陽表面：第一片反射鏡選擇太陽的切片，第二變選擇波長。
太陽單色光照相儀是相似的裝置，但是在特定的波長下拍攝太陽，目前專業的天文台還在使用。

## 外部連結
- An amateur-made spectrohelioscope（页面存档备份，存于）